# Natalia Nordman
Natalia Borissovna Nordman (en russe : Ната́лья Бори́совна Но́рдман), née le 14 décembre 1863 à Helsinki en Finlande, et morte le 30 juin 1914 à Orselina à Locarno, en Suisse, de son nom de plume Severova, était une écrivaine russe, militante féministe, réformiste sociale et végétarienne.

## Biographie
Natalia Borissovna est la fille d'un amiral russe d'origine suédoise et d'une noble russe, Maria Arbouzova. Bien que luthérienne, Alexandre II est son parrain à son baptême. Elle reçoit une excellente éducation dans le domicile familial, maîtrise quatre à six langues, et a des connaissances en musique, sculpture, dessin et même en photographie. Elle souffre dans son enfance de la distance que lui montre sa mère, qui la confie comme le font les milieux élevés de l'époque à des nourrices et des femmes de chambre.
Ce sentiment est peut-être à l'origine de son rejet de nombreuses conventions sociales. Dans son récit autobiographique "Maman" (1909), considéré comme l'un des meilleurs récit d'enfance de la littérature russe , elle décrit les effets néfastes de cette mise en nourrice sur la psyché de  l'enfant.
En 1884, elle vit un an dans une ferme et travaille comme vachère. Elle joue ensuite dans différents théâtres. Son goût des relations sociales lui fait rencontrer les plus grandes personnalités russes. En 1896, elle fait la connaissance du peintre russe Ilia Répine ,qui quitte son épouse pour elle,et l'épouse en 1890 ou 1900 (les sources divergent, certaines affirment que Natalia Nordman ne se serait jamais mariée par conviction féministe),.
Elle perd sa seule fille, Natacha, en 1898, deux semaines après sa naissance.
Après la mort de la mère, en 1898, Natalia Nordman acquiert une propriété en mai 1899, au nord-ouest de Saint-Pétersbourg, en Finlande, à Kuokkala, et y commence la construction des Pénates,. Elle y installe un théâtre et un lieu de formation. Kuokkala devient à cette époque, un centre culturel dynamique. Elle y construit également un atelier pour Répine, qui s'y installe en 1903 et y vit jusqu'à sa mort. Elle lui en laissera l'usufruit dans son testament. C'est aujourd'hui une maison musée.

### Végétarisme
Ilia Répine est végétarien depuis 1891, sous l'influence de Léon Tolstoï. Natalia Nordman adopte le végétarisme en plusieurs étapes, d'abord pour des raisons de santé : elle souffre de la tuberculose et en espère une guérison. Par compassion pour les animaux, elle refuse plus tard le lait, le beurre, les œufs et le miel, et vit de façon quasi végétalienne. Dans ses dernières années de vie, elle ne consomme plus que des aliments crus. Pour elle, le mode de vie végétarien est une question centrale. Elle associe également ses conceptions réformistes avec une vie simple et naturelle.
Natalia Nordman milite énergiquement pour le végétarisme et tient de nombreuses conférences, notamment à l'institut psycho-neurologique de Saint-Pétersbourg, dont le directeur était le neurologue Vladimir Bekhterev. Elle prêche un mode de vie simple, la naturothérapie, l'hydrothérapie et la phytothérapie. Elle reconnaît que l'engagement pour le végétarisme doit être fondé sur des bases scientifiques solides. Elle propose ainsi à Bekhterev la création d'une chaire de végétarisme, mais ne peut donner suite à ce projet à cause de l'aggravation de sa tuberculose.

### Droits sociaux

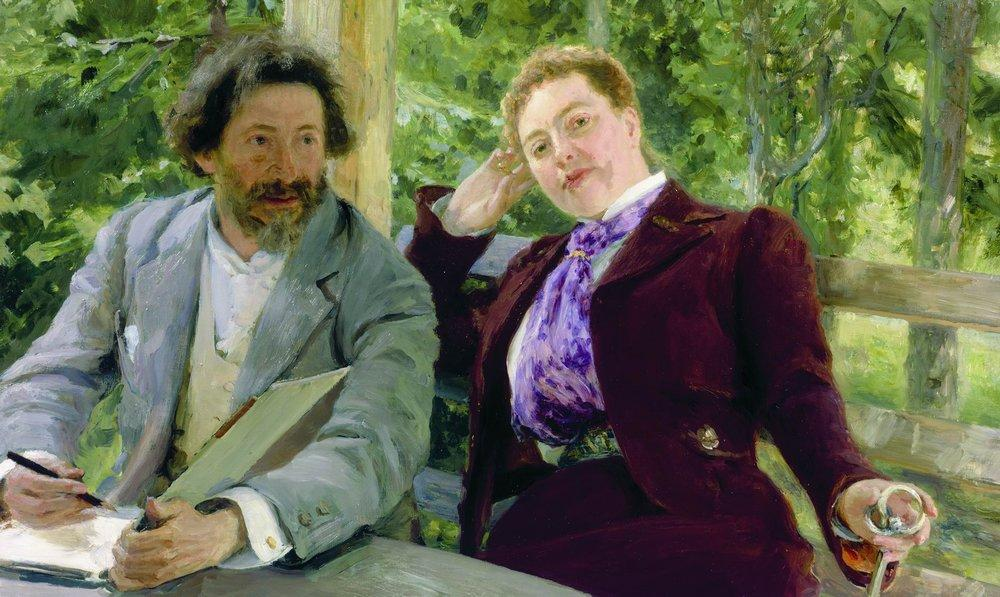
Autoportrait avec Natalia Nordman-Severova
Ilia Répine, 1903
Musée d'Art Ateneum, Helsinki

Natalia Nordman milite pour les droits des femmes et une société moins inégalitaire et autocratique. L'un de ses buts est d'améliorer la situation des employés de maisons. Elle montre du respect pour le personnel et n'hésite pas, lorsqu'elle arrive quelque part, à serrer la main des domestiques et des laquais et à les féliciter pour leur travail. En 1861, Alexandre II a aboli le servage. Le travail pendant 18 heures par jour reste cependant la règle. Natalia Nordman plaide pour la journée de 8 heures, un traitement plus humain et l'amélioration des conditions de travail. Elle défend le point que la réalisation de soi de la femme ne doit pas se limiter à son rôle de mère. Dans sa maison, elle affiche des slogans comme « n’attendez pas de domestique, il n’y en a pas », « faites tout vous-même »,  ou encore « une servante, c’est la honte de l’humanité »… 
Cette femme à la forte personnalité, bruyante, aux idées sociales révolutionnaires ne fait pas l'unanimité. Les amis de Répine apprécient peu le régime végétarien qu'elle leur impose et lui reprochent l'emprise qu'elle a sur son compagnon. On la traite d’« étrange bonne femme, au ton méchant »,.
Elle quitte à la fin de sa vie les Pénates pour se rendre dans un hôpital à l'étranger, ne prenant ni argent ni affaires avec elle. Elle refuse l’aide financière qu’essaient de lui apporter son mari et les amis de celui-ci. Elle meurt en juin 1914 à Locarno,.

## Ecriture
Natalia Nordman écrit sous le pseudonyme de Severova. Ses livres ont été publiés seulement avec de petits tirages et sont des raretés : Pages intimes («Интимныя страницы») en 1910, avec le récit Maman et une relation de son séjour avec Ilia Répine à Iasnaïa Poliana chez Léon Tolstoï, et Chaleurs du paradis en 1913. Répine a fait de nombreuses Illustrations pour ses œuvres.

## Annexes

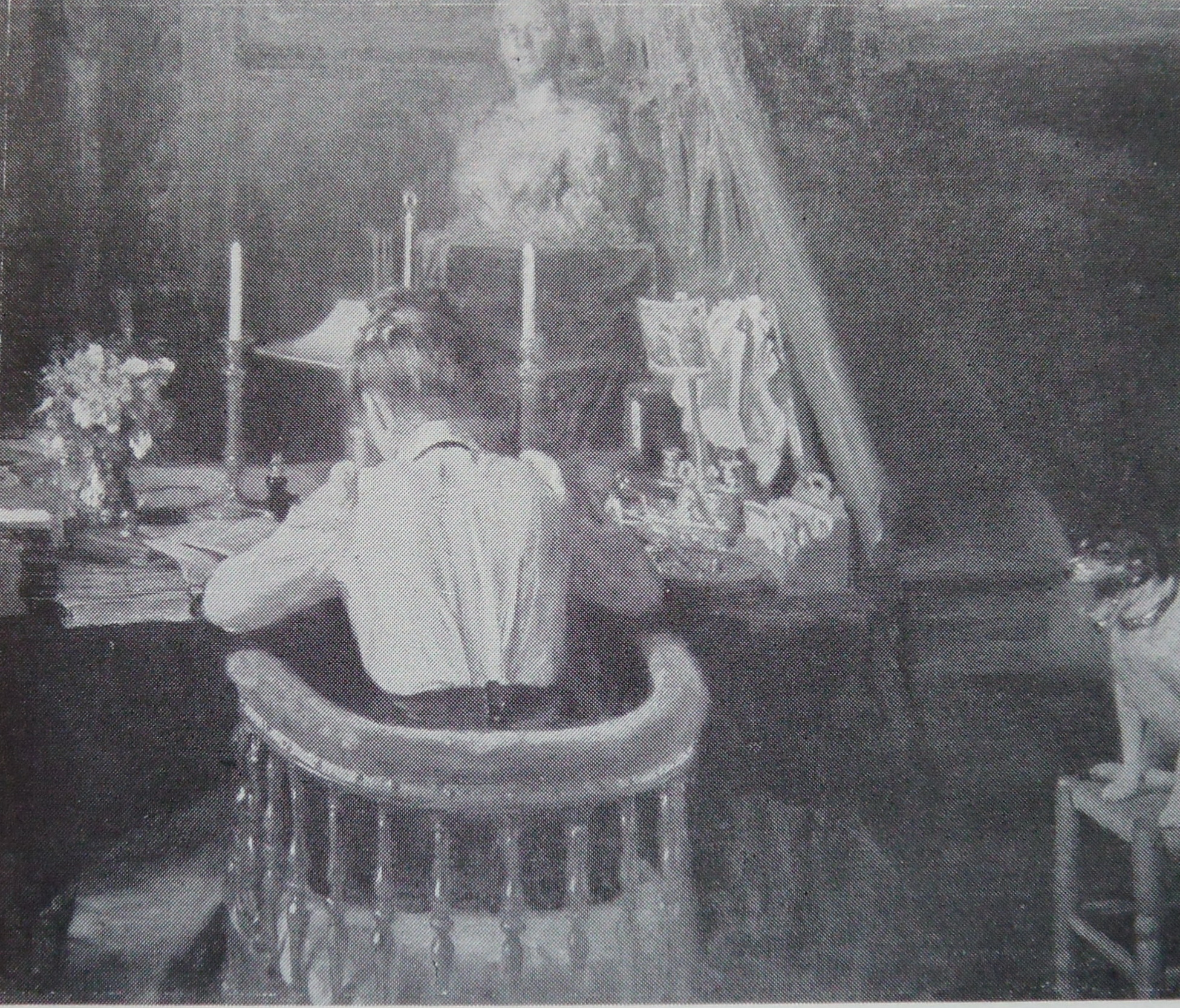
Portrait de Natalia Nordman de dos à sa table de travail (Ilia Répine, 1903).